# Struskie Bagna
Struskie Bagna, (niem. Strews Bruch) –  zespół bagien i łąk nad Roztoką Odrzańską, ok. 1,5 km na południowy wschód od Trzebieży. Bagna są zmeliorowane, przepływa przez nie struga Pleśnica z dopływem Karwia Struga.